# Шарипутра
Шарипутра (санскр. शारिपुत्र, пали sāriputta, кит. 舍利子 Shèlìzǐ), также Сарипутта — в буддийской традиции один из двух (второй — Маудгальяяна) главных учеников Будды Гаутамы. С юношеских лет Маудгальяяна и Шарипутра странствовали в духовных исканиях. Вскоре после встречи с Буддой они оба стали архатами. В Тхераваде Шарипутра почитается вторым после Будды по глубине и широте мудрости. В санскритских текстах его называли Шарадватипутра.

## История

### Детство и юность
Согласно буддийским источникам, Шарипутра родился в семье брахманов и ему было дано имя Упатисса по названию родной деревни, расположенной недалеко от столицы царства Магадха Раджагахи. Упатисса родился в один день с Колитой, мальчиком из соседней деревни, ставшим впоследствии вторым великим учеником Будды Маудгальяяной. Родители принадлежали к уважаемым семьям, которые дружили на протяжении семи поколений. Эта дружба передалась и мальчикам.

### Семья
Отца Шарипутры звали Ваганта, а мать Рупасари. Упатисса был старшим сыном, у него было три младших брата — Чунда, Упасена, Ревата, и три сестры — Чала, Упачала, Сисупачала. Все они впоследствии стали монахами и монахинями, как и их дети. Чунда, известный позднее под именем Саманудесса (новичок в Сангхе), позднее присутствовал при смерти Шарипутры и принёс весть о его кончине и реликвии Будде. Брат Упасена (Вагантапутта) считался лучшим в благородном поведении (пали samantapasadika). Умер от укуса змеи. Мать Шарипутры не хотела, чтобы её младший сын Ревата также стал монахом и в детстве обручила его. В день свадьбы Ревата увидел дряхлую бабушку своей невесты и сбежал с церемонии. Став монахом, он спустя много лет остановился в лесу акаций, где и стал архатом. Будда признал его лучшим среди практикующих в лесах.
Мать Упатиссы Рупасари в отличие от своих детей всю жизнь оставалась ревностной брахманкой, враждовала с Буддой и его учениками. Однажды, когда Шарипутра с монахами просил подаяние в собственной деревне, она накормила их, выбранив сына и назвав его нахлебником. Рахула, который был свидетелем этой сцены, рассказал о ней Будде и он похвалил ученика за сдержанность, поскольку тот не отреагировал на брань:
Я называю брахманом того, кто, свободен от гнева,
соблюдает свои обязанности,
добродетелен и лишен похоти,
кто сдержан и для кого это тело – последнееДхаммапада 400

### Духовные поиски
Очень рано Колита и Упатисса обнаружили интерес к духовным исканиям. Согласно источникам Тхеравады и Махасангхики, во время ежегодного «Праздника гор» юноши ощутили глубокое чувство духовной неудовлетворенности (самвега (пали samvega). Они решили отказаться от мирской жизни и стать аскетами. В Раджагахе они встретили Санджая Белатхапутту, который посвятил их в духовный сан. Вероятно, Санджая был агностиком, склонным скептически решать основные философские вопросы. Не удовлетворившись его учением, Колита и Упатисса продолжили странствия. Однако в Муласарвастиваде, в буддийских канонах Китая и Тибета Санджая предстаёт учителем, обладающим религиозным рвением и глубоким медитативным прозрением, которое, согласно некоторым рассказам, позволило ему предсказать приход Будды. В этих источниках говорится о его болезни, смерти и двух учениках-последователях.

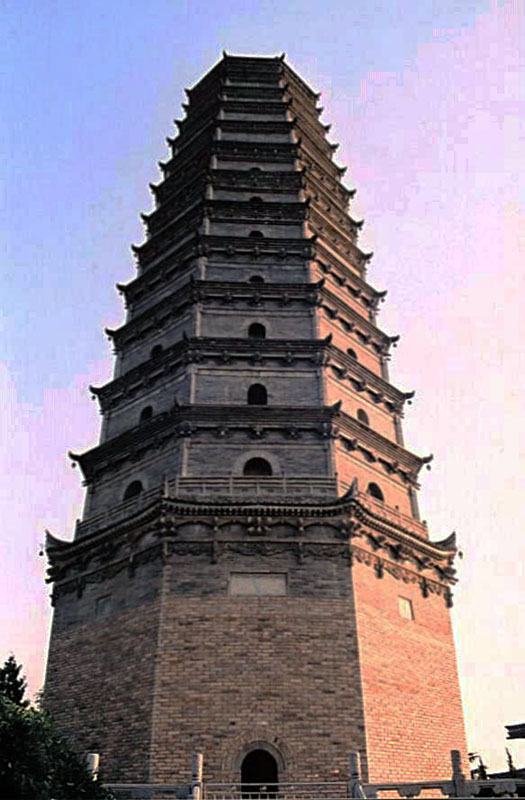
Башня Истинного Тела Шарипутры в храме Ворот Дхармы, расположена недалеко от Сианя, Китай

Долгое время Упатисса и Колита провели в странствиях. В возрасте около 40 лет они возвратились в Магадху, где разделились и продолжили поиски порознь, договорившись, что первый, кто найдет истинный путь, сообщит другому. Примерно в это же время Будда совершил первый поворот колеса Дхармы в Бенаресе.

### Встреча с Буддой
В сутре «Вопросы Упатиссы» говорится о том, как однажды Упатисса встретил странствующего монаха Ассаджи, одного из пяти первых учеников Будды, собиравшего подаяние. Упатисса предложил ему свой коврик и воду из своего кувшина, поставив себя таким образом на место ученика. Он попросил рассказать ему о Дхамме. В ответ Ассаджи произнёс фразу, которая стала одной из самой распространённых и узнаваемых среди буддистов:
Рассмотрев все обусловленные явления,
Татхагата назвал их причину,
А также указал на то, чем они завершаются,
Таково учение Великого отшельника.
При этих словах Упатисса обрёл чистое видение Дхаммы. Он передал услышанное Колите и тот также постиг, что всё подверженное возникновению подвержено и прекращению. Упатисса и Колита сразу достигли стадии вступившего в поток (пали sotāpanna). Решив стать последователями Будды, они предложили Санджае присоединиться к ним, но тот отказался. Все 500 учеников Санджаи отправились к Будде в его первое пристанище, бамбуковую рощу Венувана (пали Veḷuvana), но, узнав, что их учитель остался, половина вернулась. Санджая был так огорчён уходом части паствы, что, согласно некоторым источникам, изошёл кровью.
Слова, произнесённые Ассаджи по просьбе Упатиссы, известные на пали как Ye dhammā hetuppabhavā, традиционно считаются квинтэссенцией учения Будды. Их цитируют во всех буддийских школах, гравируют на статуях Будды и ступах и произносят во время ритуалов. По словам индолога Германа Ольденберга и Тханиссаро Бхикху эти стихи были рекомендованы одним из указов Императора Ашоки в качестве предмета для изучения и размышления.
В Муласарвастиваде говорится, что Будда сам послал Ассаджи, чтобы обучить Упатиссу. Став монахами, Упатисса и Колита получили новые имена: Шарипутра (Сарипутра) и Махамаудгальяяна. Первое имя означало «Сын Сари» (так звали мать Упатиссы), а второе «Великий Маудгальяяна», что отличало нового монаха от других представителей того же рода. Впоследствии Шарипутра, проживая в одном монастыре с Асваджитом, всегда лично выражал ему своё почтение, а находясь далеко, совершал в его направлении поклон пятью частями тела (пали Abhivād). Это стало причиной недоразумения, поскольку другие монахи подумали, будто главный ученик Будды продолжает придерживаться брахманских взглядов и поклоняться небесам. Тогда Будда объяснил, что таким образом Шарипутра выражает благодарность первому учителю, познакомившему его с Дхаммой.
Вскоре после посвящения все 250 бывших учеников Санджаи достигли архатства за исключением Шарипутры и Маудгальяяны. Маудгальяяна стал архатом через неделю в Магадхе, в деревушке Каллавала. В процессе его одолевала усталость и вялость, но благодаря ободрению и советам Будды он с помощью медитации на элементах (пали dhatu-kammatthana) прошёл оставшиеся три ступени. Шарипутре потребовалось ещё 14 дней уединённо провести в Кабаньей пещере неподалёку от Раджагахи, чтобы полностью уничтожить омрачения (пали asavakkhaya). Прошло 2 недели после того как Шарипутра стал монахом. Он стоял позади Будды и обмахивал его веером, когда тот беседовал с отшельником Дигханакхой, племянником Шарипутры, о постижении ощущений. Слушая их беседу Шарипутра будто «попробовал пищу, приготовленную не для него», но она принесла ему пользу и он одновременно достиг архатства и четырёх дхьян (пали patisambhuda-nana), а Дигханакха обрёл плод вхождения в поток (пали sotapatti-phala). Согласно комментариям, двум первым ученикам Будды потребовалось больше времени, чтобы стать архатами из-за обширных предварительных практик. Их уподобляют царям, чьи сборы в путь сложнее и длительнее, чем у простолюдинов. Как и Маудгальяяна, Шарипутра стал архатом путём быстрого постижения (пали khippabhinna), он практиковал самостоятельно и легко (пали sukha-patipada), как говорится в Сарипутта сутте АН 4.168. Путь от сотапанны до архата описан самим Шарипутрой в сборнике стихов просветлённых монахов Тхерагатхе (Тхаг. 17.2) и в Анупада сутте МН 111.

### Два главных ученика Будды
Во многих канонических текстах Палийского канона, например, в Уккачела сутте СН 47.14 и в Махападана сутте ДН 14, упоминается, что у каждого Будды прошлого было 2 главных ученика. Будда Шакьямуни не был исключением. После того как Шарипутра и Маудгальяяна стали архатами, выбор Татхагаты пал именно на них. Некоторые бхикку выказали недовольство тем, что новички обошли более опытных монахов. Будда ответил, что у него нет любимчиков, но каждый получает по заслугам: много кальп тому назад во времена Будды АномадассиМаудгальяяна и Шарипутра изъявили желание когда-нибудь стать главными учениками будды и в течение долгого времени они накапливали необходимые качества для возвышения, которое определено их кармой.

#### История Сарады и Сириваданны
Легенды гласят, что одну асанкхью и 100 тысяч кальп назад тот, кому суждено будет стать Шарипутрой, появился на свет в брахманской семье под именем Сарады, а будущий Маудгальяяна родился в семье вайшьев и получил имя Сириваданны. Будучи главным наследником умершего отца Сарада, тем не менее, роздал всё имущество и стал отшельником. В то время Будда Аномадасси, 18-й будда до Будды Гаутамы, окинув мир своей «сетью знания», увидел выдающегося аскета Сараду с учениками и решил его посетить. Следом прибыли 74 000 ученика Будды во главе с Нисабхой и Аномой. В течение недели, пока Будда Аномадасси пребывал в состоянии угасания (пали nirodha-samapatti), Сарада держал над его головой гирлянду цветов. Затем во время проповеди одного из двух главных учеников Будды Нисабхи у него зародилось стремление стать когда-нибудь первым учеником будды. Заглянув в будущее, Будда Аномадасси увидел, что желание отшельника исполнится. После ухода Будды Сирада отправился к своему другу Сиривадане и тот тоже решил создать причины для подобной благой участи. Он велел построить огромный зал для пожертвований, куда пригласил Будду с учениками и целую неделю угощал их. Получив от Будды Аномадасси предсказание, что его желание исполнится, он в качестве мирянина посвятил себя заботам о потребностях сангхи, а Сарада продолжил совершенствоваться в медитации. В следующей жизни Сиривадана родился на небесах страсти, а Сарада вознёсся в мир Брахмы.
Согласно джатакам, Будду соединяла с Шарипутрой и Маудгальяяной сильная кармическая связь. Будущие ученики Татхагаты рождались как в высоких мирах, становясь аскетами, полководцами, министрами, царями, богами (Бог Луны и Бог Солнца, принцы-наги), так и в мире животных (дятел и черепаха, обезьяна и шакал, тигр и лев). В Кхантивада-джатаке 313 Шарипутра предстаёт царским генералом, который перевязывает раны аскета (бодхисаттвы), обучавшего терпению и вызвавшего гнев царя Калаба. Злой царь, решив проверить терпение аскета, приказывает отрубить ему ноги и руки, а генерал оказывает тому помощь и призывает царя отказаться от мести.

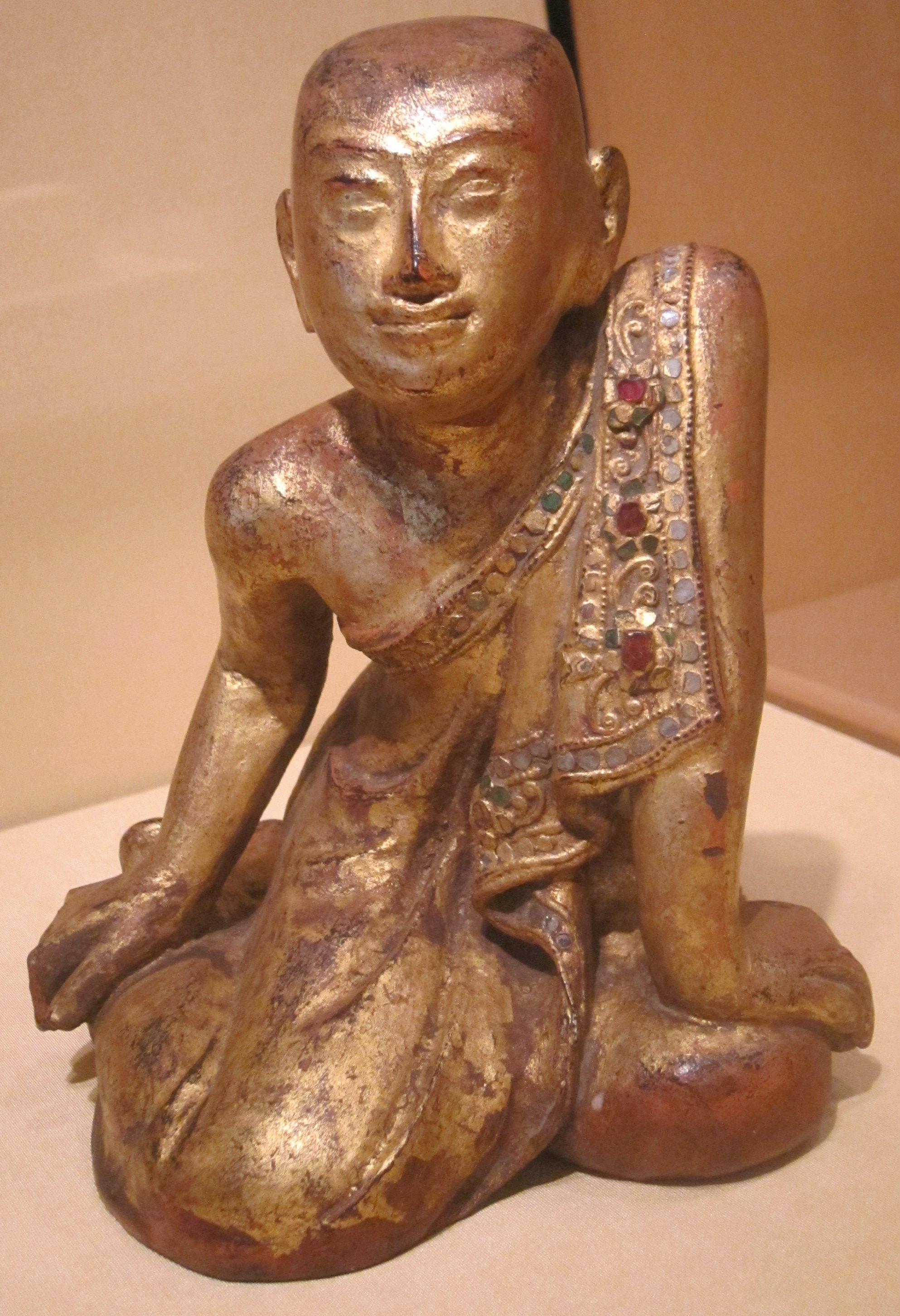
Статуэтка Шарипутры, Мьянма XIX в.

Будучи первыми учениками, Шарипутра и Маудгальяяна содействовали распространению Дхаммы, служили образцами для подражания и помогали Будде в заботах о сангхе. В Китагири-сутте МН 70 описано, как сбитые с верного пути смутьянами бхикку стали принимать пищу в ненадлежащее время и общаться с мирянами неподобающим образом. Будда направил к ним Шарипутру и Маудгальяяну, чтобы объявить им об изгнании (пали pabbajania-kamma). Маудгальяяна и Шарипутра пришли к Девадатте после того, как он вызвал раскол в сангхе. Согласно палийским источникам, ученики выполняли порученную им Буддой миссию. В текстах Дхармагуптаки, Сарвастивады и Муласарвастивады говорится, что они вызвались на это сами. Успокоенный появлением двух главных учеников Будды Девадатта решил, что они хотят примкнуть к нему и отпустил свою охрану. Тогда Маудгальяяна и Шарипутра убедили остальных монахов возвратиться.
Согласно Кокалика сутте АН 10.89 один из последователей Девадатты, монах Кокалика, обвинил Маудгальяяну и Шарипутру в том, что они имеют порочные желания. Будда предостерёг его словами:
Не говори так, Кокалика, не говори так! Пусть в твоём сердце живёт радостная вера в Шарипутру и Маудгальяяну! Они добродетельные монахи.Кокалика сутта: Кокалика АН 10.89
Несмотря на это Кокалика продолжал свои обвинения. Тогда его тело покрылось фурункулами, он скончался и попал в ад Падумы.

### Конец жизни и смерть
По возрасту Шарипутра был старше Будды на 4 года, он прожил 84 года и скончался в доме своих родителей в полнолуние месяца каттика (октябрь-ноябрь), за две недели до ухода из жизни Маудгальяяны и за полгода до паринирваны Будды.
Будда провёл последний сезон дождей в Белувагаме и вернулся в монастырь Джетавана. Там Шарипутра выразил ему своё почтение и погрузился в непосредственное переживание нирваны (пали arahattaphala-samapatti). Выйдя из медитации, он оценил свою жизненную силу и понял, что ему осталось жить не больше недели. Вспомнив о своей матери, которая не имела веры в Будду и придерживалась ложных взглядов, Шарипутра увидел, что он единственный, кто в состоянии ей помочь. Он спросил у Будды разрешения отправиться в деревню Налака, поскольку жизнь его на исходе. Татхагата ответил: «Делай, Шарипутра, то, что считаешь своевременным», и попросил прочесть последнюю проповедь о Дхамме. По окончании проповеди опечаленные обитатели Джетаваны провожали старейшину. Призвав их к осознанности, Шарипутра напомнил о природе всего составного и обусловленного и велел возвращаться назад.
Через неделю в сопровождении пятисот учеников он прибыл к баньяну, росшему у деревенских ворот, где встретился с племянником Упареватой. Тот сообщил матери Шарипутры о его приходе. Мать подумала, что сын решил стать мирянином, и приготовила для него и его спутников кров. Тем временем старейшина заболел, вероятно, у него началась дизентерия. Умирающего пришли проведать четыре великих правителя богов, в том числе царь богов Шакра. Мать стала свидетельницей их посещения и испытала благоговение перед сыном. Тогда он прочитал ей проповедь, в которой раскрыл суть учения, и старая брахманка обрела плод вхождения в поток. После этого Шарипутра обернулся накидкой, лёг на правый бок и погрузился в глубокую медитацию. На восходе он достиг окончательной ниббаны.
По приказу матери был возведён драгоценный павильон, в котором целую неделю проходила похоронная церемония. Во время кремации декламировались проповеди о Дхамме. После её завершения Чунда, младший брат Шарипутры, собрал мощи, чашу и одежду архата и отнёс их в Саваттхи, чтобы передать Будде. Встретившись с Чундой, Татхагата вознёс хвалу Шарипутре, велел возвести в его честь ступу и отправился в Раджагаху. На момент его прибытия Маудгальянна тоже скончался. Будда также попросил построить ступу для его мощей и двинулся в сторону Ганга, достигнув в итоге деревни Уккачела (Вадджи), где прочел проповедь, которая стала известна как Уккачела сутта СН 47.14. Татхагата сказал, что после смерти главных учеников сангха для него опустела, как если бы здоровое дерево утратило несколько ветвей. Но он не горевал и не оплакивал Шарипутру и Маудгальяяну, поскольку всё рождённое и обусловленное должно погибнуть, и посоветовал монахам искать прибежища в Дхамме.

## Полководец Дхармы
Сравнивая своих учеников, Будда метафорически называл Ананду, обладавшего феноменальной памятью, Хранителем Дхармы; Шарипутру, который помогал ученикам избавиться от грубых пут и войти в поток (стать сотапанной) — Полководцем Дхармы (пали Dhammasenāpati); Маудгальяяну — Нянькой Дхармы, поскольку он развивал сильные стороны учеников и заботился об их развитии. В Саччавибханга сутте МН 141 Будда советует монахам взращивать дружбу с Маудгальяяной и Шарипутрой, сравнивая их с матерью и нянькой. На пути освобождения Шарипутра делал акцент на интуитивном понимании истины, на прозрении (пали dhammabhisamaya), а Маудгальяяна — на концентрации (пали cetovimutti). Когда Будда поручил ученикам заботиться о своем сыне Рахуле, Шарипутра помогал ему постичь Дхарму, а Маудгальяяна был наставником в правильном поведении и духовном совершенствовании.

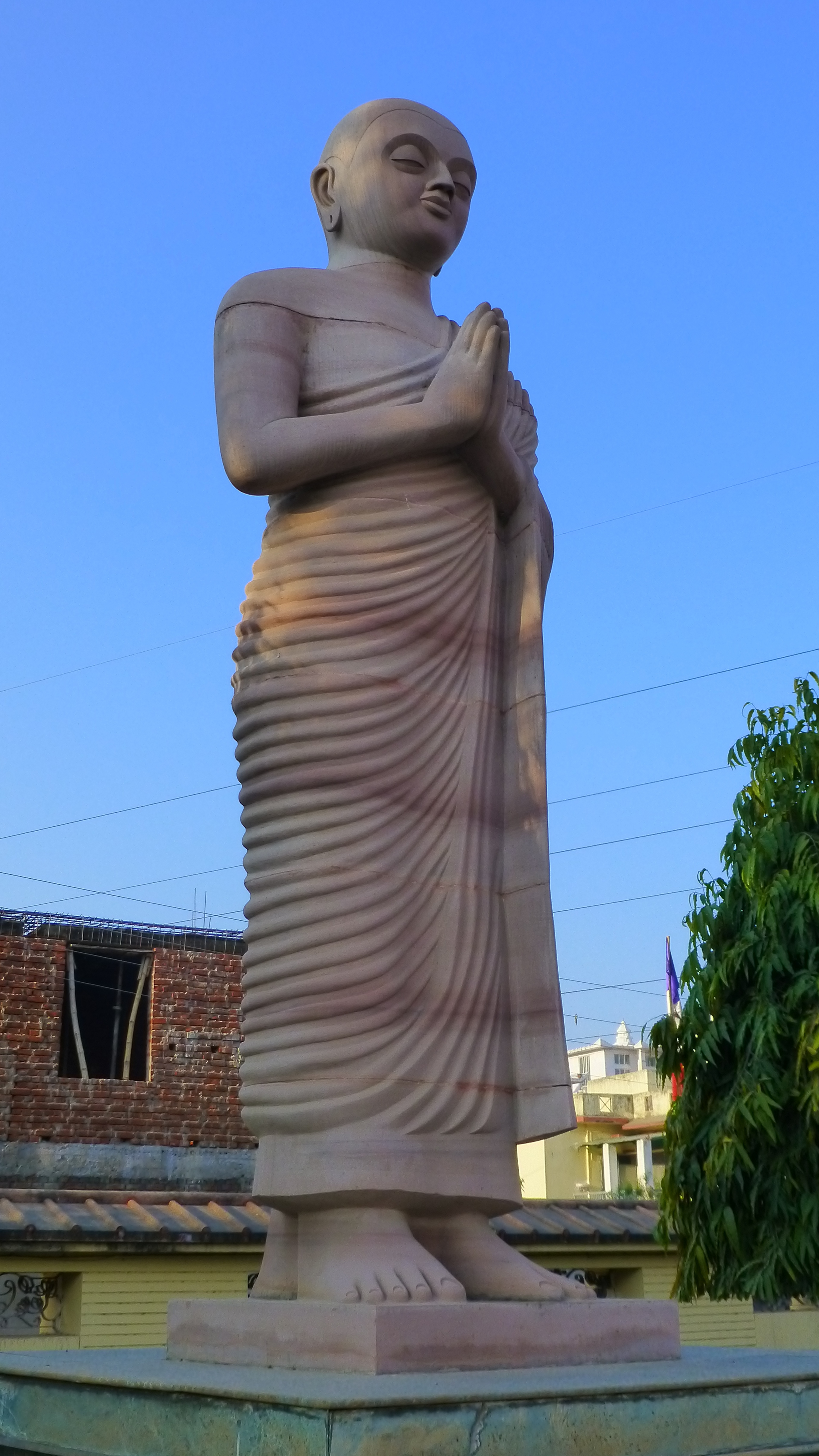
Статуя Шарипутры в Бодхгайе

### Непревзойдённый в мудрости
Будда провозгласил Шарипутру непревзойдённым в мудрости (пали etadaggam mahāpaññānam), которая выражалась в четырёх аналитических знаниях (пали patisambhida-nana): знание смысла, Дхаммы, значения слов и аналитическое знание предыдущих трёх видов знания. В Анупада сутте МН 111 Будда объявляет Шарипутру своим подлинным духовным сыном, который помогает приводить в движение колесо Дхаммы.
Проповеди Шарипутры, вошедшие в Палийский канон, уступают по объёму только проповедям Будды. Маха хаттхипадопама сутта МН 28 представляет пример систематического анализа, в котором Шарипутра уподобляет четыре благородные истины следу слона, способному вместить след любого животного. В «Беседе о правильном взгляде» (Самадиттхи сутта МН 9) подробно изложена Дхамма и, в частности, дано толкование взаимозависимого происхождения. Эта сутта послужила в дальнейшем материалом для обширных комментариев. Завершающие Дигха-никаю Сангити сутта ДН 34 и Дасутара сутта ДН 35 систематизируют по числовой схеме категории учения. Сангити сутта была прочитана в присутствии Будды и одобрена им. Смерть лидера джайнов Махавиры привела к разногласиям в их среде и Шарипутра призывал читать эту сутту, дабы породить среди буддистов дух согласия (пали samaggirasa).
В комментарии к «Дхаммасангани» говорится, что в течение трёх месяцев, когда Будда проповедовал Абхидхамму на небесах Таватимса, он ежедневно возвращался в человеческий мир для приёма пищи и беседовал с Шарипутрой. Позднее тот передал полученные знания своим пятистам ученикам.

### Личные качества
Шарипутра поддерживал дружеские отношения с Анандой. После принятия новичков в монахи Шарипутра отводил их к Ананде и наоборот, чтобы те могли получить более высокое посвящение, у них было 500 общих учеников. Они переадресовывали друг другу полученные в дар одежды и предметы первой необходимости. На вопрос Будды о признании достоинств Шарипутры Ананда ответил:
Сарипутта мудр, обладает огромной, широкой, яркой, быстрой, острой и всепроникающей мудростью.
Сарипутта имеет мало желаний, он удовлетворён имеющимся, склонен к уединению, не нуждается в общении, энергичен, красноречив, готов слушать...Сусима сутта СН 2.29
О готовности Шарипутры помогать другим людям говорится в Девадаха-сутте СН 22.2, где описано, как Шарипутра обучал монахов правильно объяснять фундаментальные положения Дхаммы интересующимся людям. Будучи первым в мудрости (пали mahapanna), Шарипутра предлагал монахам темы для медитаций и, поняв, что они вошли в поток, отпускал их. Давая советы, он являл безграничное терпение и был способен повторять объяснение много раз. Другой ученик Будды Маудгальяяна заботился об учениках до тех пор, пока те не становились архатами.
Сарипутта как мать, что рожает,
а Могаллана как нянька для новорожденного.
Сарипутта объясняет тому, как обрести плод вхождения в поток,
А Могаллана — как достичь высшей цели.Саччавибханга-сутта
Помимо духовной помощи Шарипутра оказывал и материальную поддержку. Рано утром, когда остальные монахи отправлялись за подаянием, он оставался в монастыре и прибирался, поскольку не хотел, чтобы возможные посетители осудили бхикку за беспорядок. Он навещал больных и вместе с молодыми монахами занимался поиском лекарств. Во время пеших странствий Шарипутра никогда не шёл во главе процессии. Отдав новичкам свою одежду и чашу, главный ученик Будды пропускал их вперёд. Иногда в пути он оказывал нуждающимся помощь, и тогда ему приходилось нагонять монахов. Однажды старейшина припозднился и остался без места для ночлега. Узнав, что Шарипутра провёл ночь, расхаживая взад и вперёд, либо сидя у подножия дерева, Будда рассказал монахам джатаку о куропатке, в которой говорится о необходимости соблюдать субординацию.
Навестив страдавшего проказой монаха Самитигутту, Шарипутра предложил ему медитировать на собственных чувствах, в результате Самитигутта развил проникновение в суть явлений и стал архатом. Когда заболел Анатхапиндика, главный покровитель Будды среди домохозяев, Шарипутра прочёл ему проповедь. Он напомнил, что Анатхапиндика стал сотапанной, свободным от дурных качеств, ведущих к рождению в неблагих уделах, и твёрдо придерживается Благородного восьмеричного пути. К концу беседы у домохозяина утихла боль. Перед его кончиной Шарипутра снова дал наставление о необходимости устранить цепляние за явления обусловленного мира. Возродившись юным божеством на небесах Тушита, бывший домохозяин посетил Будду и вознёс хвалу его главному ученику.
Шарипутра отличался кротостью и терпением. В комментариях к «Дхаммападе» рассказана история о том, как один брахман, имевший ложные взгляды, прослышав, что старейшина не поддаётся гневу, даже если его оскорбляют и бьют, решил это проверить. Он подошёл к Шарипутре сзади и сильно ударил его по спине. Тот, даже не обернувшись, поинтересовался, что это было. Брахмана охватило раскаяние и он пригласил Шарипутру отобедать в свой дом. Люди, видевшие нападение, хотели наказать брахмана, но старейшина защитил его. Шарипутре было свойственно с кротостью выслушивать критику в свой адрес. В тексте «Вопросы Милинды» содержится следующий стих, связанный с эпизодом, когда семилетний монах указал старейшине на непорядок в одежде:
Если тот монах, что учит меня, старше семи лет,
Я принимаю это с опущенной головой;
Я показываю ему своё рвение и уважение;
И он всегда будет для меня учителем.«Вопросы Милинды»
Будда говорил, что идеальный друг обращает внимание товарищей на их ошибки и Шарипутра не стеснялся прямо указывать людям на промахи, если это шло им на пользу. Таким образом он помог Ануруддхе избавиться от последних привязанностей и достичь архатства.
Однажды в Джетаване в конце сезона дождей Шарипутра прощался с Буддой и монахами, прежде чем отправиться в путешествие. Один монах хотел, чтобы старейшина обратился лично к нему. Не дождавшись, он затаил обиду. Мало того, проходя мимо, Шарипутра задел его краем накидки. Монах пожаловался Будде на гордыню старейшины, который якобы ударил его в ухо и не извинился. Будда призвал к себе Шарипутру и тот в девяти сравнениях описал состояние своего ума, свободного от неприязни и недоброжелательности. Клеветник раскаялся, извинился и был прощён.
Будда высоко ценил обоих учеников и только однажды счёл мнение Маудгальяяны выше мнения Шарипутры. Прогнав от себя толпу шумных невоспитанных монахов, недавно вступивших в сангху, Будда спросил своих главных учеников, что они думают об этом. Шарипутра ответил, что Учитель, видимо, хотел насладиться блаженством медитации и его ученики должны поступить так же. А Маудгальяяна счёл, что в данном случае забота об общине ложится на их плечи. Будда похвалил его, сказав:
«Хорошо, хорошо, Моггаллана! Либо я должен присматривать за Сангхой монахов, либо Сарипутта и Моггаллана должны делать так»Чатума сутта: В Чатуме МН 67
В Тхерагатхе говорится, что Шарипутра не чувствовал склонности (пали panidhi) к пяти высшим силам, которыми в совершенстве овладел Маудгальяяна. Однако он обрёл эти атрибуты главного ученика Будды без усилий при достижении архатства. Согласно «Трактату о сверхъестественных силах», содержащемуся в «Патисамбхидамагге», Шарипутра обладал властью над феноменами благодаря силе концентрации (пали samadhivipphara-iddhi), то есть способностью влиять на ход физиологических процессов и явлений природы. В Джуньха сутте Уд 4.4 повествуется о том, как злобный яккха ударил медитировавшего Шарипутру. Маудгальяяна увидел это и спросил друга о его самочувствии. Шарипутра после сильнейшего удара испытывал лишь лёгкую головную боль, но не распознал напавшего на него яккху, поэтому восхитился силой концентрации Маудгальяяны, способного видеть подобных существ. Будда сказал об этом следующие слова:
Его ум спокоен подобно горе
Умиротворен и безмятежен...
Когда ум развит подобным образом,
Как им может овладеть страдание?Джуньха сутта Уд 4.4
В одной из сутт Шарипутра, говоря о владении сверхъестественными способностями, уподобил себя обломку скалы, а Маудгальяяну Гималаям. Маудгальяяна ответил, что если сравниться по мудрости, он будет подобен крупице соли, а Шарипутра целой бочке.

## Наследие
Для тхеравадинов и сарвастивадинов Шарипутра являлся вторым после Будды основателем религии. Среди противников интерпретаций Шарипутры наиболее влиятельными были саутрантики.  В традиции Тхеравады считается, что Шарипутра был автором многих главных сутт, одним из составителей Абхидхармы и подал идею к созданию трёх важных комментариев к Палийскому канону (Нидеса, Маханидеса и Патисамбхидамага), а некоторые источники приписывают ему авторство «Нидесы».  Именно Шарипутра попросил Будду составить свод монашеских правил, патимокху, чтобы путь к святости существовал как можно дольше. Ему также приписывают создание Маджджхима-никаи.
Если Шарипутра и не был непосредственным автором трактата «Сангити-парьяя», ранняя Абхидхарма развивалась на основе метода изложения, практиковавшегося шраваками, слышавшими наставления Будды. Шарипутре наряду с Маудгальяяной и Катьяяной приписывалось создание канонических текстов, поскольку их способ изложения Учения соответствовал архетипу текстов Абхидхармы. Считается, что Шарипутра разработал структуру Абхидхармы, им был определён числовой ряд в Паттхане. Его вклад также включает 42 двустишия Суттанта-матики, четвёртую часть Дхаммасангани (Аттхуддхараканда) и порядок чтения Абхидхармы (пали vacanamagga). В разговоре с Шарипутрой старейшина Пунья Мантанипутта прочёл проповедь о стадиях буддийского пути. Это учение легло в основу труда Буддхагхоши «Висудхимагга».
В тексте «Милиндапаньхи» старейшина Нагасена неоднократно приводит изречения тхеры Шарипутры. Сравнивая Нагасаену с Шарипутрой царь Милинда сказал:
Кроме тхеры Шарипутры, полководца Учения, никого нет в Учении Просветлённого, равного тебе в искусстве отвечать на мои вопросы!«Вопросы Милинды», стр. 372
Биографии Шарипутры посвящена Шарипутра-пракарана, сочинение Ашвагхоши, автора знаменитой биографии «Жизнь Будды».
Школа стхавиравады Ватсипутрия, образовавшаяся около 280 до н. э., была  основана Ватсипутрой, последователем Шарипутры.
В Шри-Ланке в день полнолуния месяца ил (ноябрь—декабрь) проводят церемонию катхина, завершающую ритуальный сезон васс, к этому же дню традиция приурочивает отправление Буддой первых шестидесяти архатов для проповеди его вероучения и кончину Шарипутры.

### Шарипутра в Махаяне
В появившейся позднее литературе махаяны имя Шарипутры продолжало ассоциироваться с учением, например, Праджняпарамита сутра, Лотос Благого Закона и Аватамсака сутра. Однако, в отличие от Палийского канона, в котором мудрый и могущественный архат неизменно предстаёт с позитивной стороны, некоторые источники махаяны иначе трактуют его образ, представляя его менее сообразительным человеком, и используют его в качестве контрапункта. В Вималакирти сутре Шарипутра символизирует линию шраваков, которая, согласно махаяне, представляет собой «менее сложное учение». В этой сутре рассказано о том, как Шарипутра не мог постичь доктрины махаяны, представленные Вималакирти, и потерпел поражение в дебатах с рядом собеседников, среди которых была дэва женского пола.
Аштасахасрика-праджняпарамита-сутра — одна из самых ранних сутр буддизма махаяны. В 32-х главах изложены беседы Будды с Шарипутрой, Субхути и Пунной Мантарипуттой, а также владыкой богов Индрой. В последних главах появляется Ананда. Диалог между Шарипутрой и Авалокитешварой (Сутра Сердца) — один из самых известных текстов в буддийской традиции махаяна.
В китайской традиции Шарипутре принадлежит авторство «Дхармаскандхи» — одного из собраний сутр Абхидхарма-питаки сарвастивадинов.

### Мощи
В XIX веке в индийских ступах в Санчи и Сатдхаре археолог Александр Каннингем и лейтенант Фред К. Мейзи нашли шкатулку с именами Маудгальяяны и Шарипутры, в которой обнаружили фрагменты костей и куски сандалового дерева. По мнению Каннингема, это дерево было использовано для погребального костра Шарипутры. Считалось, что исследователи поделили обнаруженные реликвии и отправили их в Великобританию. По дороге один корабль затонул и принадлежащая Каннингему часть якобы была утрачена. В 2007 году историк Торкель Брекке сумел доказать, что лейтенант Мейзи забрал все мощи с собой и находка сохранилась. Реликвии были переданы Музею Виктории и Альберта в Лондоне и стали предметом споров за обладание. Под растущим давлением со стороны буддийской общественности в 1947 году музей вернул шкатулку с мощами Обществу Махабодхи на Шри-Ланку. В 1952 году было реликвии официально были возложены в святилище в Санчи. Затем их провезли по странам Юго-Восточной Азии. Премьер-министр Индии Неру использовал это событие для пропаганды единства, и религиозной толерантности и законной государственной власти. В Бирме демонстрация мощей способствовала узакониванию правительства, объединению нации и возрождению религиозной практики, поэтому по просьбе общественности часть реликвий была оставлена в стране и хранится в пагоде Каба-Айе, Янгон.
В настоящее время часть мощей Шарипутры и Маудгальяяны находится на Шри-Ланке в обществе Махабодхи и ежегодно выставляется для поклонения во время празднования Весака. В 2015 году реликвия была продемонстрирована вне ежегодного фестиваля в ходе визита Папы Франциска. Нарушение традиции вызвало критику, в ответ глава общества Махабодхи заявил, что с 1984 года это был первый визит Папы Римского в буддийский храм, и добавил, что «религиозные лидеры должны играть позитивную роль, чтобы объединять, а не разделять [свои] общины».

#### Проповеди Шарипутры в составе Палийского канона[96]
- Дхаммадаяда сутта МН 3 («Наследники Дхаммы»)
- Анангана сутта МН 5 («Без пятен»)
- Самадиттхи сутта МН 9 («Беседа о правильном взгляде»)
- Маха хаттхипадопама сутта МН 28 («Большая беседа о сравнении со слоновьим следом»)
- Махаведалла сутта МН 43 («Большое собрание вопросов и ответов»)
- Гулиссани сутта МН 69 («Беседа с Гулиссани»)
- Дхананджани сутта МН 97 («Беседа с Джананджани»)
- Севитаббасевитабба сутта MН 114 («Благие и неблагие деяния, а также вещи, которых стоит избегать или напротив, которым стоит потакать»)
- Анатхапиндиковада сутта МН 143 («Беседа с Анатхапиндикой»)
- Сампасаданья сутта ДН 28 («Беседа, усиливающая веру»)
- Сангити сутта ДН 33 («Стихи для запоминания»)
- Дасуттара сутта ДН 34 («Десятикратный ряд»)
- Самачитта сутта АН 2.35 («Беседа о вхождении в поток»)
- Савиттха сутта АН 3.21 («О трёх типах благородных учеников»)
- Ванидджа сутта АН 4.79 («О влиянии каммы на успех в делах»)
- Парихани сутта АН 4.158 («Упадок»)
- Махамоггаллана сутта АН 4.167
- Сарипутта сутта АН 4.168
- Вибхати сутта АН 4.172 («Анализ»)
- Махакоттхита сутта АН 4.173 («Беседа с Махакохиттой о пределах объяснимого»)
- Упавана сутта АН 4.175
- Ниббана сутта АН 4.179
- Паньхапуччха сутта АН 5.165 («Задавание вопросов»)
- Чодана сутта АН 5.167 («Порицание»)
- Бхаддака сутта АН 6.14 («Хорошая смерть»)
- Анутаппийя сутта АН 6.15 («Сожаление»)
- Даруккхандха сутта АН 6.41 («Деревянный чурбан»)
- Севана сутта АН 9.6 («Общение»)
- Сиханда сутта АН 9.11 («Львиный рык»)
- Коттхита сутта АН 9.13 («Беседа с Махакотхиттой»)
- Самиддхи сутта АН 9.14
- Силаюпа сутта АН 9.26 (« Каменная колонна»)
- Ниббана сутта АН 9.34
- Сарипутта сутта АН 10.7
- Патхама сукха сутта АН 10.65 («Счастье I»)
- Дутия сукха сутта АН 10.66 («Счастье II»)
- Патхама налакапана сутта АН 10.67 («Налакапана I»)
- Дутия налакапана сутта АН 10.66 («Налакапана II»)
- Бала сутта АН 10.90 («Силы»)
- Анньятиттхия сутта СН 12.24 («Странники-приверженцы других учений»)
- Бхумиджа сутта СН 12.25
- Калара сутта СН 12.32
- Накулапита сутта СН 22.1
- Девадаха сутта СН 22.2
- Силаванта сутта СН 22.122 («Нравственный»)
- Сутаванта сутта СН 22.123 («Получивший наставление»)
- Сарипутта Саньютта СН 28
- Коттхита сутта СН 35.232
- Джамбукхадака Саньютта СН 38 (раздел сутт, в котором Шарипутра отвечает на вопросы своего небуддийского отшельника Джамбукхадаки, своего племянника)
- Пубба коттхака сутта СН 48.44 («Сторожка у восточных врат»)
- Апана сутта СН 48.50